# 中国人民解放军联勤保障部队第九二五医院
中国人民解放军第九二五医院，位于贵州省贵阳市花溪区经济技术开发区黄河路67号，隶属桂林联勤保障中心，前身为中国人民解放军第四十四医院，是一所综合性三级甲等医院，也是贵州省唯一一所军队中心医院。

## 简介
中国人民解放军第四十四医院的前身是國軍联勤總司令部陆海空軍第五总医院，1949年11月25日被中国人民解放军第五兵团卫生部接管，1950年8月改编为贵州军区总医院。1954年4月迁至小河历经13次调整整编，1971年1月番号定为中国人民解放军第四十四医院，1996年2月通过国家卫生部“三甲医院”评审，担负着驻黔部队机关卫勤保障任务。1999年通过高等医学院校临床教学基地评估，成为贵阳医学院非直管附属医院，2008年挂牌为第三军医大学教学医院。医院担负过抗美援朝、援越抗美、援老筑路、自卫还击等战时卫勤保障任务。2023年4月更名为联勤保障部队第九二五医院。